# Moorweg
Moorweg – miejscowość i gmina w Niemczech, w kraju związkowym Dolna Saksonia, w powiecie Wittmund, wchodzi w skład gminy zbiorowej Esens.

## Dzielnice gminy
W skład obszaru gminy wchodzą następujące dzielnice:
- Altgaude
- Klosterschoo
- Neugaude
- Wagnersfehn
- Westerschoo